# Allein
Lovecký zámeček Allein (též České Křídlovice, Lechovice či Samota) stojí v lesích mezi obcemi Lechovice, Borotice a Mlýnské Domky, na katastrálním území České Křídlovice, místně spadající pod Božice. Dostat se k ní dá po asfaltové silnici z Borotic nebo Lechovic. Veřejnosti je nepřístupný.

## Historie
Lovecký zámeček nechal na počátku 19. století ve stylu švýcarských alpských chat postavit majitel jaroslavického panství Petr Braun. Pro svoji polohu uprostřed lesů získal název Allein (= Samota). Až do poloviny 20. století sloužil k loveckých účelům a také majitelům panství při vyjížďkách či honech. Po roce 1945 byl zkonfiskován a přeměněn na rekreační středisko Státních lesů. Další změny se zámeček dočkal na konci 20. století, kdy byl změněn na bažantnici a jako stanice chovu bažantů a koroptví slouží i v současné době.

## Popis
Jedná se o jednoduchou obdélnou budovu zakončenou sedlovou střechou se štíty. Kromě obytné budovy se zde nachází ještě o něco menší stavba, která slouží jako hospodářské a technické zázemí zámku.